# Бурда, Энне
Энне Бурда (нем. Aenne Burda, до замужества Анна Магдалена Леммингер; 28 июля 1909, Оффенбург — 3 ноября 2005, Оффенбург) — немецкая издательница. 

## Биография
В 1949 году Энне создала издательство Burda, ориентированное на женщин, желающих в условиях послевоенной Европы выглядеть элегантно, несмотря на бедность.

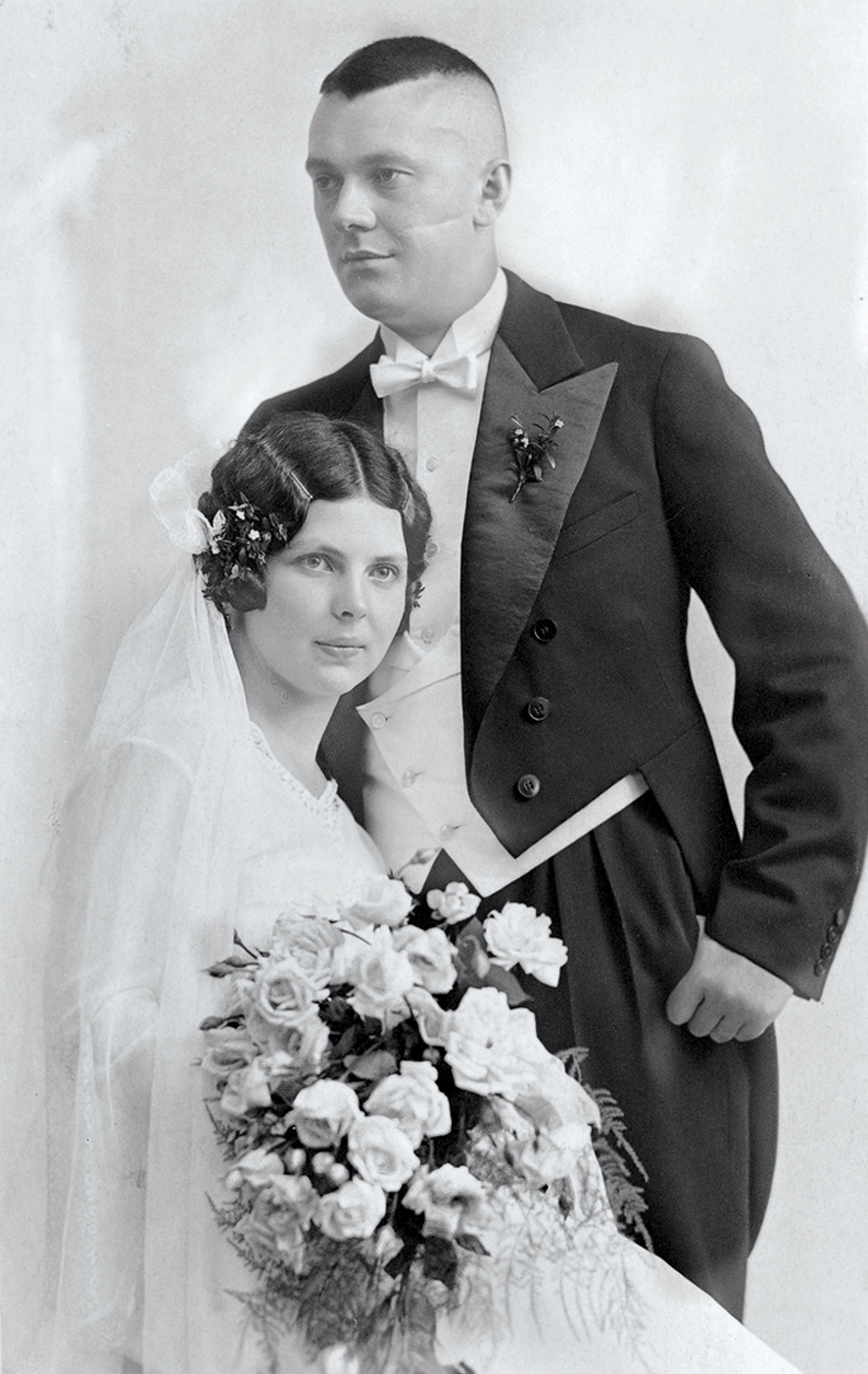
Анна Леммингер и Франц Бурда (1931)

Анна Магдалена Леммингер получила образование в торговом училище.
Вышла в 1931 году замуж за Франца Бурду (1903—1986), в то время хозяина небольшого печатного производства, не приносившего дохода, но позже ставшего одним из крупнейших и богатейших издателей Германии.
Журнал Burda Moden (ныне называется Burda Fashion) начал выходить c 1950 года. Бурда хотела создать журнал, по советам которого домохозяйки могли бы самостоятельно шить стильную одежду. Её начинание имело успех, уже в 1961 году Burda Moden стал крупнейшим в мире модным журналом с тиражом 1,2 млн экземпляров.
В 1987 году журнал Burda Moden стал первым западным журналом мод на русском языке, который продавался в СССР. 
Энне Бурда скончалась 3 ноября 2005 года. Сегодня журнал Burda Fashion печатается на двух десятках языков и продаётся почти в сотне стран.

## Память
В 2018 г. в Германии состоялась премьера четырёхсерийного телесериала «Энне Бурда: История успеха».